# I. e. 499
Évszázadok: i. e. 6. század – i. e. 5. század – i. e. 4. század
Évtizedek: i. e. 540-es évek – i. e. 530-as évek – i. e. 520-as évek – i. e. 510-es évek – i. e. 500-as évek – i. e. 490-es évek – i. e. 480-as évek – i. e. 470-es évek – i. e. 460-as évek – i. e. 450-es évek – i. e. 440-es évek
Évek: i. e. 504 – i. e. 503 – i. e. 502 – i. e. 501 –  i. e. 500 – i. e. 499 – i. e. 498 – i. e. 497 – i. e. 496 – i. e. 495 – i. e. 494

## Események
- Római consulok: T. Aebutius Helva és C. (vagy P.) Veturius Geminus Cicurinus
- kitör az Ión felkelés